# 에세네파
에세네파(히브리어:  אִסִּיִים 이시임, 고대 그리스어: Ἐσσηνοί, Ἐσσαῖοι, Ὀσσαῖοι)는 제2성전기에 사두개파, 바리새파와 함께 형성된 유대교 유파이다. 기원전 2세기에 형성되어 기원후 1세기에 사라졌다.
요세푸스는 에세네인 수천명이 유대 속주에서 살아가고 있으나 바리새인과 사두개인에 비해서는 그 수가 적다고 기록했다. 쿰란 지역의 쿰란 공동체가 발견되면서 유대교의 유파로 잘 알려졌으며, 쿰란 지역처럼 공동체 생활을 하던 유대교의 한 조류이다. 에세네인들은 여러 도시에 떨어져 살았지만 서로 구제하고 몸을 씻으며 금욕주의적 생활을 이어나가기 위해 모임을 가졌다. 대부분의 학자들은 이들이 사독계 사제들에서 분리된 것으로 본다.
에세네파가 흔히 쿰란 공동체라고 불리는 이유는 이들이 금욕생활을 하던 곳이 정치적 이유로 완전히 파괴되었고, 그들의 정착지 중 하나였던 곳인 쿰란 동굴이 온전히 발견되었기 때문이다. 이들은 앞으로 도래할 종말에 대한 기대와 신앙을 갖고 있었기 때문에, 당시 세상을 부정적으로 이해하고, 로마제국 사회와 격리되려는 경향이 강하였다. 반로마제국 성향이었던 에세네파는 유대독립전쟁 와중에 로마 군이 공격하여 궤멸된 것으로 보이며, 쿰란 유적에서 현존하는 구약성서 사본들 중 가장 오래된 사해사본이 1947년 베드윈 청소년에 의해 발견되기도 했다.

## 형성
에세네파는 분리주의 공동체로도 알려졌으나, 대부분 사회활동을 하며 수도생활을 병행했고, 일부는 완전히 분리된 성소에서 수도(修道)하는 기간을 보냈다. 유대종교 유파중 가장 진보적인 성향의 유파로 신비철학적 성격이 있다고 알려졌다. 이들 역시 헬라주의가 영향을 끼친 기원전 3세기 말엽부터 형성된 이들로, 사두개파로 인해 제사장의 지위를 획득하지 못한 진보적 레위인의 후손으로 유대종교의 진보적 입장을 취했다.
이들은 사두개파와 바리새파의 활동과 토라 해석이 불완전하다고 여겼다. 또한 사두개파가 성전을 장악하기 시작한 기원전 3세기 이후부터 예루살렘 성전을 자정능력을 상실한 곳으로 규정하였다. 그 결과 이들은 사두개파와 바리새파를 중심으로 하는 기존 성전 중심의 유대종교에서 벗어난 진보적이고 분리주의적 입장을 취하였다.

## 위치

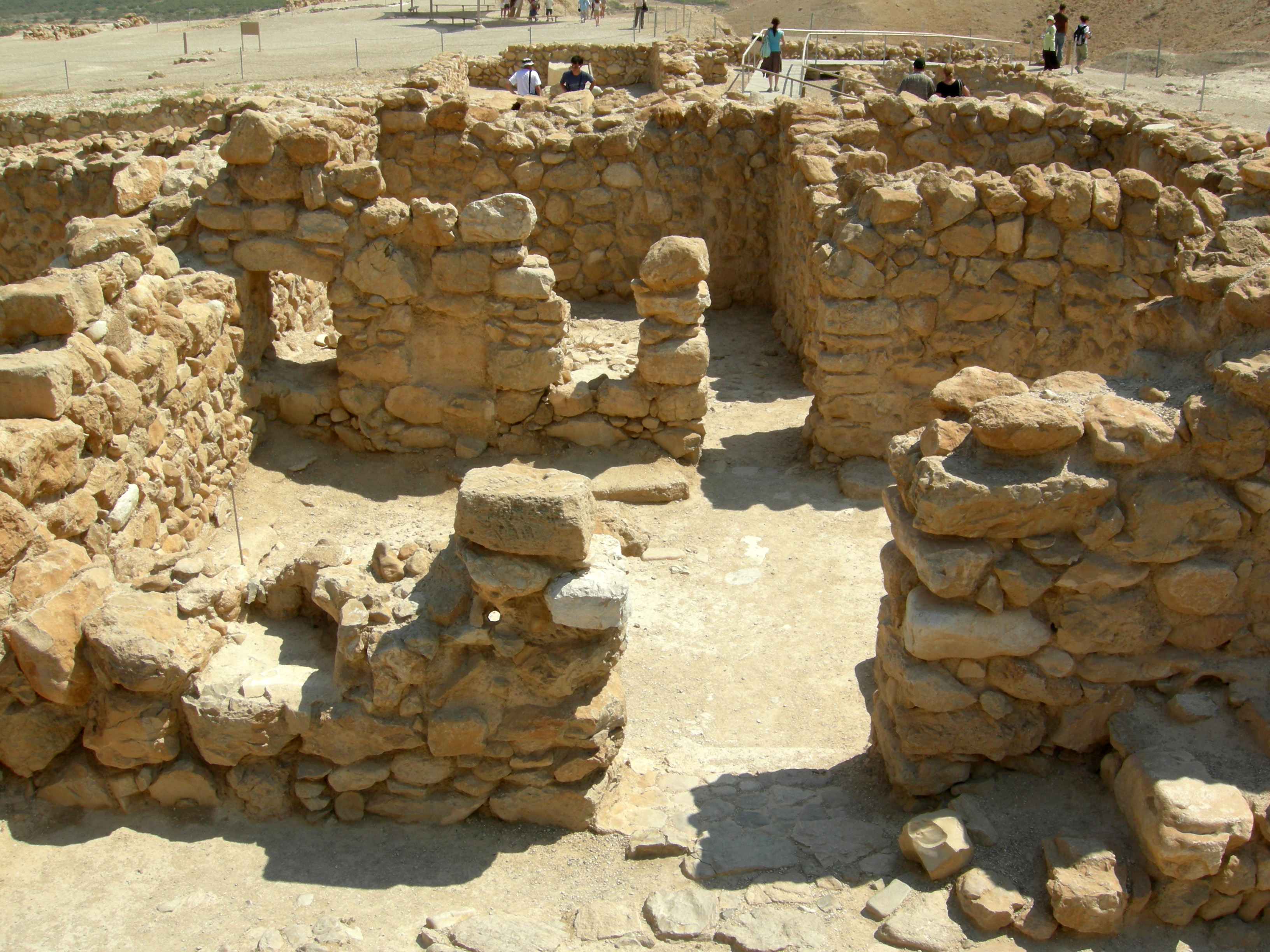
쿰란의 건물 유적

플라비우스 요세푸스는 거의 모든 도시에 에세네파가 있다고 기록했다. 필론은 4천명 이상의 에세네파가 팔레스타인과 시리아에 있다고 적었는데, 많은 도시와 촌락에서 에세네파는 큰 규모의 공동체를 이루고 있다고도 했다. 특히 사해 서쪽, 엔게디 북쪽에 거주한다고 했다.
현대 고고학의 연구 결과, 쿰란에 에세네파의 주요 공동체가 있었던 것으로 여겨진다. 가이우스 플리니우스 세쿤두스의 증언과, 에세네파의 것으로 여겨지는 사해 문서의 발견이 이러한 견해를 뒷받침한다.

## 다른 유대교 유파와 관계
에세네파는 사두개와 바리새파와 토라 해석과 성전 인식에 매우 달라 자신들의 공동체를 형성하고, 자체적인 정결례 공간도 갖추었다. 이들이 광야로 이동하여 공동체를 이루고 생활을 시작했고, 이들은 광야의 에세네 공동체에 완전히 소속되어 살아간 일부와 일반 직업을 갖고 사회 활동을 하는 이들로 자연스레 구성되어 그 영향을 지속하였다. 이들은 성전중심주의를 벗어나 자신들의 제사 장소에 분리되어 활동하였고, 그곳을 부패한 성전과 달리 진정한 성소로 여겼다.
사회활동을 하는 에세네파 구성원은 유대절기에 성전에 가기도 했지만 자신들이 속한 지역 성소에 모였으며, 일부기간 성소에서 수도 활동하기도 했다.  정결한 삶을 위해서 자신들만의 성소에서 정결예식과 제사의식을 거행하였고, 다양한 저술 활동과 교육을 전개하였다. 남은 문헌에 따르면 당시로서는 진보적인 정경 해석을 남겼다. 이들은 유대종교에서 보수적 성격인 사두개와 바리새파의 견제를 받았다.

## 로마군의 공격
기원후 70년 로마제국의 이스라엘 전쟁에서 사두개파와 바리새파와 달리 반로마제국적 성향을 지녔고, 젤롯파와 관련성으로 로마군의 직접적인 공격을 받아 관련 성소와 기록 자료들이 소실되었고, 살아남은 에세네파는 대부분 기독교와 바리새파에 흡수되었다.이후 에세네파는 간접적인 자료와 약간의 문헌만이 전해져 왔었다. 에세네파의 직접적인 문헌이 1947년 쿰란 부근의 동굴에서 대규모로 발견되어 자세한 상황과 사상 등에 대해 알려지게 되었으며, 기독교와 후기 유대종교인 바리새파 유대교에 끼친 영향 등에 대한 연구가 현재도 진행 중이다.

## 같이 보기
- 사해 문서